# New Jersey Devils
New Jersey Devils je hokejaški klub iz Newarka u New Jerseyju u SAD-u. 
Nastupa u NHL ligi kao član Atlantske divizije u Istočnoj konferenciji.
Franšiza ovog kluba je promijenila dosta gradova. Počela je kao Kansas City Scouts (1974. – 1976.), zatim je preselila u Denver i postala Colorado Rockies (1976. – 1982.), a poslije je preselila je u New Jersey, gdje je i dan-danas.
Domaće klizalište: Prudential Center.
Klupske boje: crvena, crna i bijela (do 1993. su bile crvena, zelena i bijela).
Uspjesi: Stanleyjev kup 1995., 2000. i 2003.
Poznati igrači: Scott Stevens, Ken Daneyko, Viacheslav Fetisov, Peter Stastny, Martin Brodeur

## Vanjske poveznice
New Jersey Devils